# Lista najwyższych budynków w Łodzi
Lista najwyższych budynków w Łodzi — spis wszystkich łódzkich budowli wielokondygnacyjnych (wraz z opisem ich historii i charakterystyki), wyróżniających się swoją wysokością na tle pozostałej zabudowy miasta Łodzi.

## Historia budynków biurowo-usługowych

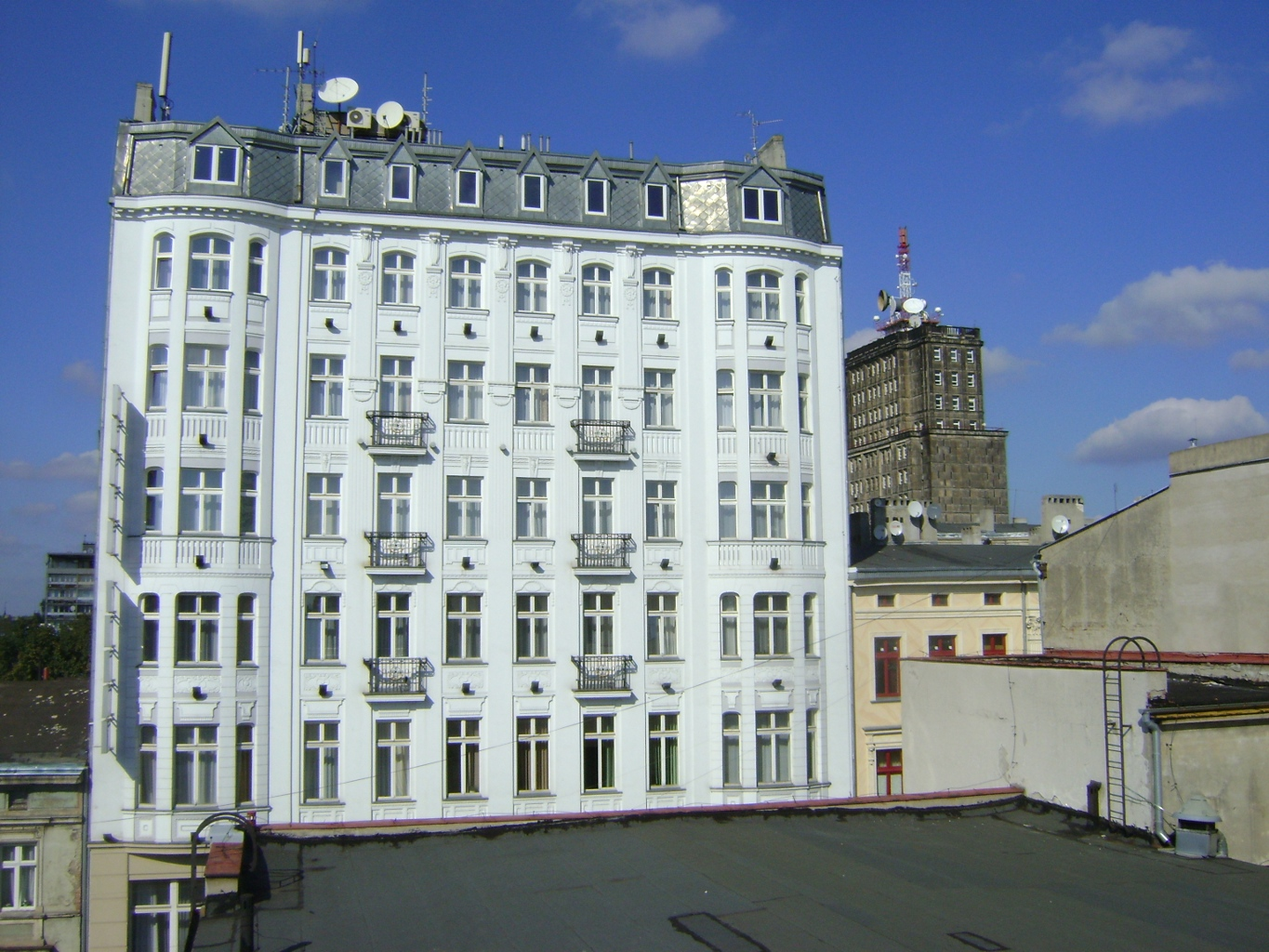
Wyrastający ponad sąsiednie kamienice Hotel Savoy. W tle widoczny Wieżowiec Centrali Tekstylnej przed remontem elewacji.

### Hotel Savoy
Pierwszym łódzkim wysokościowcem był oddany do użytku w 1912 roku Hotel Savoy, Liczący ok. 35 m wysokości budynek, przyozdobiony elementami secesyjnymi w elewacji na I piętrze, przez pewien czas był jednym z najwyższych budynków wielkomiejskich w Polsce. Zbudowano go w konstrukcji szkieletowej, co podówczas było rozwiązaniem nowatorskim. 
Budynek został uwieczniony w powieści austriackiego pisarza Josefa Rotha „Hotel Savoy” (1924), a także wspomniany w utworze Juliana Tuwima:

(...)

I ten sterczący głupio "Savoy",

I wyfioczone przekupki

I szyld odwieczny: "Mużskij portnoj,

On-że madam i pszerupki".

### Wieżowiec Centrali Tekstylnej — Wieżowiec Telewizji

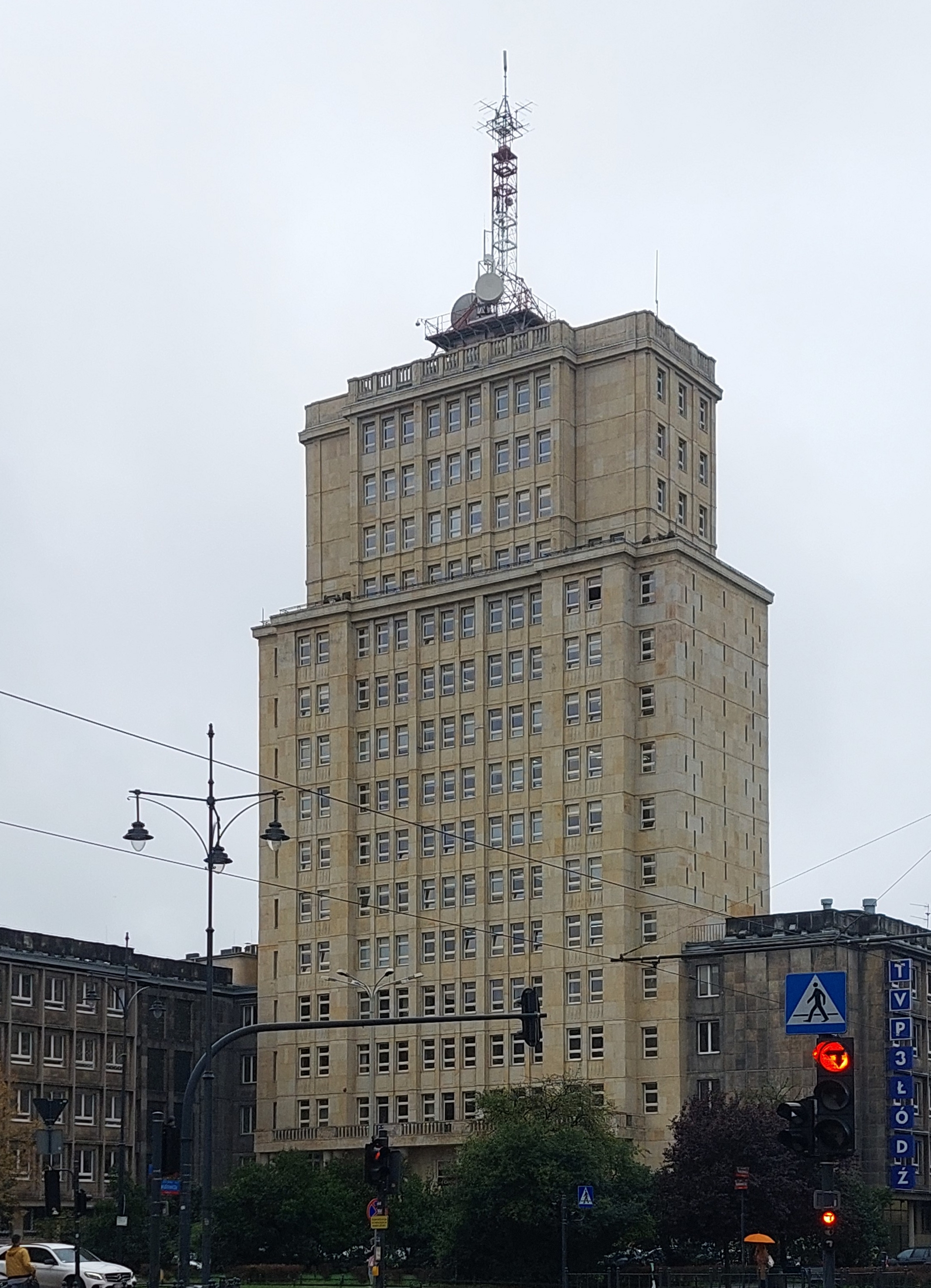
Najstarszy łódzki wieżowiec – Wieżowiec Centrali Tekstylnej, czasami żartobliwie nazywany Łódzkim Pałacem Kultury

Pierwszy łódzki wieżowiec z prawdziwego zdarzenia powstał w latach 1951–1955 u zbiegu ulic Henryka Sienkiewicza i prez. Gabriela Narutowicza, w miejscu wyburzonych kilku budynków, ale przede wszystkim zabudowań fabrycznych. Składał się z dwóch brył: podstawowej 16-piętrowej oraz przylegającej do niej od północy poziomej 4-piętrowej bryły (ul. H. Sienkiewicza 3). 
W 1956 roku, w południowej części działki powstała kolejna 4-piętrowa bryła, stylistycznie nawiązująca do północnej, która architektonicznie dopełniła to założenie. Jest to jeden z przykładów architektury socrealistycznej w Polsce. 
Początkowo nazwany został Wieżowcem Centrali Tekstylnej, za sprawą pomieszczonych w nim dwóch centrali handlu zagranicznego: Centrali Importowej Przemysłu Włókienniczego „Textilimport” oraz Centrali Eksportowo-Importowej Przemysłu Włókienniczego „CETEBE” Ministerstwa Handlu Zagranicznego. Z czasem połączono je w jedno przedsiębiorstwo, funkcjonujące do dziś pod nazwą Textiimpex. 
W dniu 22 lutego 1956, po uruchomieniu w pierwszego w Polsce ośrodka regionalnego Telewizji Polskiej, budowla szybko zyskała nazwę Wieżowca Telewizji, chociaż w rzeczywistości został on pomieszczony w jego północnej przybudówce, od strony ul. Narutowicza. Jednakże anteny zamontowane na dachu budynku głównego skutecznie utwierdzały mieszkańców Łodzi co do prawdziwości nowej nazwy

### Unibud — Orion
Kolejnym łódzkim wieżowcem był budynek przy ul. Sienkiewicza 85/87, zwany pierw Unibudem, przeznaczony dla miejscowych przedsiębiorstw budowlanych. Powstał on na przełomie lat 60. i 70. Obecnie jest znany jako Orion Business Tower, który w pierwszej dekadzie XXI w. został gruntownie przebudowany i oszklony, z pierwotnego budynku pozostawiając tylko podstawową konstrukcję szkieletową. Był on w tym czasie pierwszym budynkiem biurowym w Łodzi określanym jako inteligentny, z racji dostępności w nim pierwszych udogodnień technologii smart.

### Pierwsze wieżowce wzdłuż Trasy W-Z

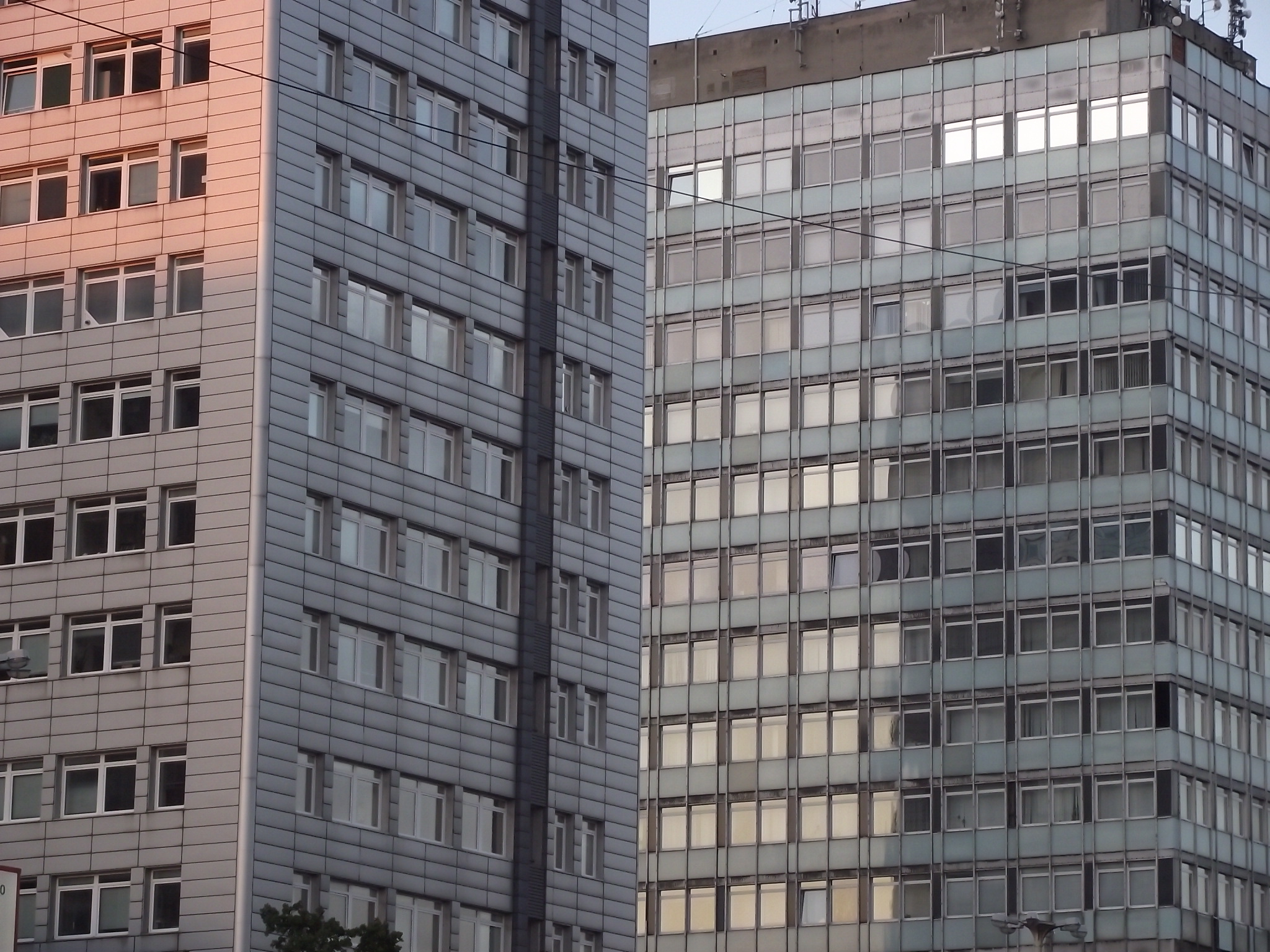
Budynek Urzędu Marszałkowskiego (po remoncie) oraz Centralny Dom Maklerski Pekao S.A (przed remontem). Stan z lat 2003-2022.

W połowie lat 70. XX w. w jego pobliżu, wzdłuż Trasy W-Z, przy obecnej Alei marsz. Józefa Piłsudskiego, powstał zespół dwóch budynków wysokościowych przeznaczonych na cele biurowe, otoczonych u nasady zespołem 2-piętrowych budynków przeznaczonych na cele handlowe, połączonych od tyłu ciągiem pieszym. W jednym z nich, od strony ul. Piotrkowskiej, w końcu lat 70. XX w. otwarto Dom Handlowy „Central II”. Zespół ten był elementem powstającego w tym samym czasie po przeciwnej stronie Alei zespołu nowego śródmieścia Łodzi, podówczas najwyższych łódzkich budynków, dla Śródmiejskiej Dzielnicy Mieszkaniowej, nazwanego „łódzkim Manhattanem”.
Pierwszym z nich, licząc od strony ul. Piotrkowskiej, jest Budynek Urzędu Marszałkowskiego, drugi z nich mieści siedzibę Centralnego Domu Maklerskiego Pekao S.A. Oba budynki były jednolicie architektoniczne, co uległo zmianie po gruntownym remoncie wykonanym na przełomie I i II dekady XXI w. budynku Urzędu Marszałkowskiego, a w następnych latach drugiego, w odrębnym do Urzędu Marszałkowskiego stylu. Innowacją, na miarę ówczesnych czasów, było zastosowanie na elewacji budynków handlowych barwionych (w kolorystyce beżowej) betonowo-azbestowych płyt elewacyjnych zaproponowanych i opracowanych technologicznie przez inż. Brzozowskiego, pracującego przy realizacji tej inwestycji.

Pomiędzy Centralem II a ulicą Piotrkowską, w 1978 roku, powstał także wieżowiec, nazwany pierw BRE Tower (nazwany od zlokalizowanego tamże banku), a następnie Red Tower. Tę nazwę uzyskał po zmianie elewacji na kolor ceglany w 2008 roku. 

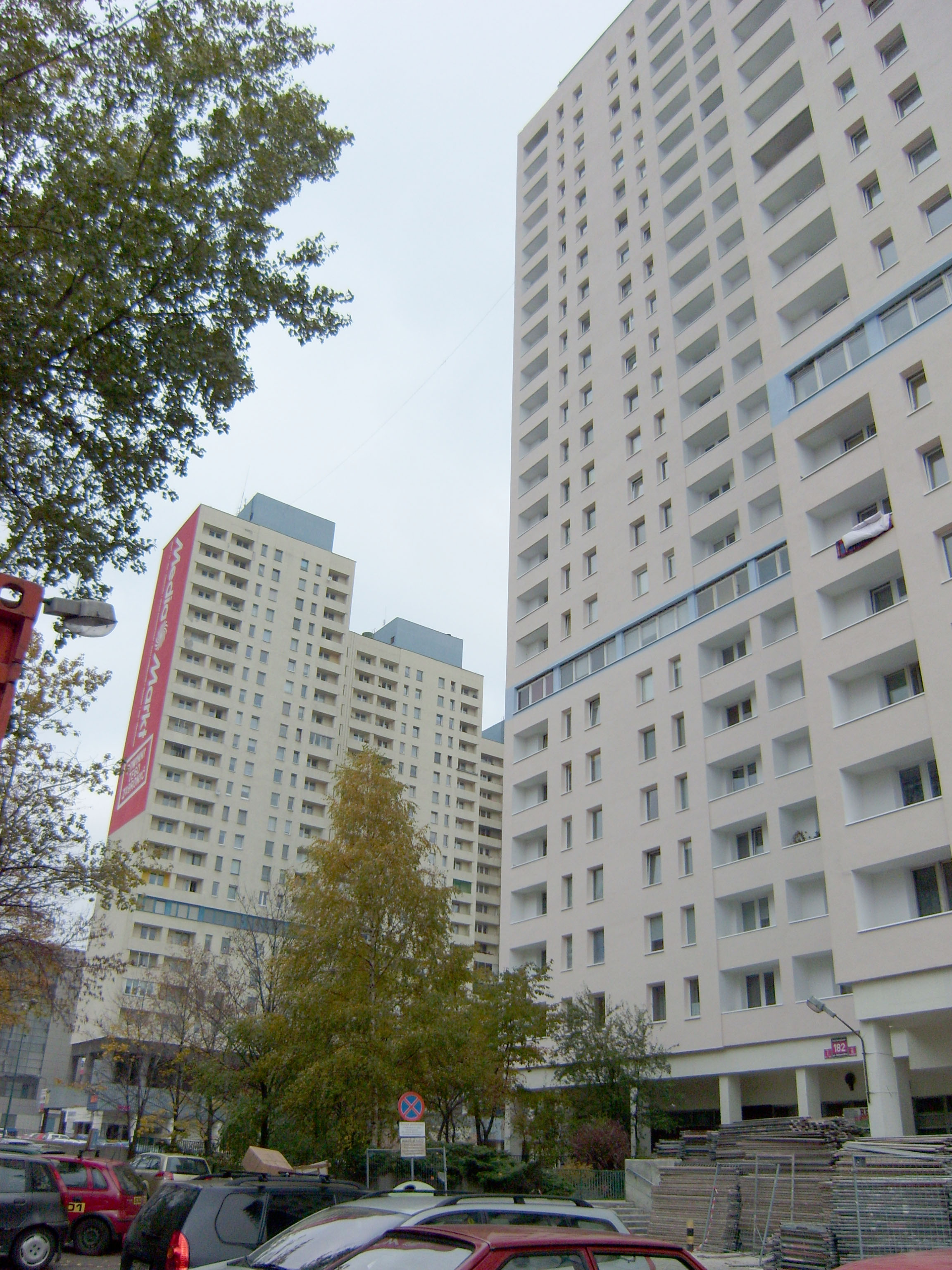
Śródmiejska Dzielnica Mieszkaniowa, tzw. łódzki Manhattan

### Łódzki Manhattan
Śródmiejska Dzielnica Mieszkaniowa jest jednym z największych w Polsce zespołów budynków mieszkalnych wykonanych w konstrukcji szkieletowej słupowo-płytowej, a dwa najwyższe budynki przy al. Piłsudskiego 7 i ul. Piotrkowskiej 182 ciągle pozostają najwyższymi budynkami niesakralnymi w mieście.
Od lat 90. coraz częstsze stały się w Łodzi przebudowy istniejących wieżowców. Pierwszy gruntownej przebudowy doczekał się biurowiec Orion Business Tower, którego remont trwał od jesieni 1997 roku do sierpnia 2002 roku. Później przyszła kolej na wieżowiec Gazowni Łódzkiej przebudowany w latach 1998–1999, następnie Urząd Marszałkowski odnowiony w 2003 roku oraz biurowiec Cotton House przy ul. Sterlinga, który przeszedł renowacje w latach 2007–2008. Jako ostatni nową elewacje otrzymał najwyższy łódzki biurowiec – Red Tower (dawniej BRE Tower), przeszedł gruntowną modernizację z zewnątrz i wewnątrz budynku, rozpoczętą w maju 2006 roku, a ukończoną w czerwcu 2008 roku.

## Lista łódzkich budynków według wysokości (powyżej 40 m)
| Lp. | Zdjęcie | Nazwa budynku                                                             | Lokalizacja                                 | Wysokość (do dachu / całkowita) | Rodzaj     | Liczba kondygnacji |
| --- | ------- | ------------------------------------------------------------------------- | ------------------------------------------- | ------------------------------- | ---------- | ------------------ |
| 1.  |         | Bazylika archikatedralna św. Stanisława Kostki                            | ul. Piotrkowska 265                         | 104,5 m                         | sakralny   | –                  |
| 2.  |         | Hi Piotrkowska                                                            | ul. Piotrkowska 155                         | 80 m/84 m                       | biurowy    | 21                 |
| 3.  |         | Kościół św. Mateusza                                                      | ul. Piotrkowska 279                         | 80 m                            | sakralny   | –                  |
| 4.  |         | ŚDM                                                                       | ul. Piotrkowska 182                         | 78 m                            | mieszkalny | 24+2               |
| 4.  |         | ŚDM                                                                       | al. Piłsudskiego 7                          | 78 m                            | mieszkalny | 23+2               |
| 6.  |         | BRE Tower / Red Tower                                                     | ul. Piotrkowska 148/150                     | 76 m/80 m                       | biurowy    | 22                 |
| 7.  |         | Kościół luterański św. Jana w Łodzi                                       | ul. Sienkiewicza 60                         | 75 m                            | sakralny   | –                  |
| 8.  |         | Centrum Kliniczno-Dydaktyczne Uniwersytetu Medycznego                     | ul. Czechosłowacka 8/10                     | 72,5 m                          | szpital    | 18                 |
| 9.  |         | Centrala Handlu Zagranicznego 1 / Textilimpex                             | ul. Traugutta 25                            | 68 m/90 m                       | biurowy    | 18+1               |
| 9.  |         | Centrala Handlu Zagranicznego 2 / Miastoprojekt                           | ul. Traugutta 21/23                         | 68 m/90 m                       | biurowy    | 18+1               |
| 11. |         | ZUS                                                                       | ul. Zamenhofa 2                             | 65 m                            | biurowy    | 18                 |
| 11. |         | Biurowiec Rossmann                                                        | ul. Świętej Teresy 109                      | 65 m                            | biurowy    | 14                 |
| 13. |         | Kościół św. Teresy i św. Jana Bosko                                       | ul. Kopcińskiego 1/3                        | 62 m                            | sakralny   | –                  |
| 13. |         | Orion Business Tower                                                      | ul. Sienkiewicza 85/87                      | 62 m                            | biurowy    | 17                 |
| 13. |         | Urząd Marszałkowski                                                       | al. Piłsudskiego 8                          | 62 m                            | biurowy    | 16+1               |
| 13. |         | Centralny Dom Maklerski Pekao S.A.                                        | al. Piłsudskiego 12                         | 62 m/78 m                       | biurowy    | 16+1               |
| 13. |         | Tricotextil                                                               | ul. Piotrkowska 270                         | 62 m                            | biurowy    | 17                 |
| 13. |         | PKP S.A.                                                                  | ul. Tuwima 28                               | 62 m                            | biurowy    | 17                 |
| 13. |         | Brama Miasta – północna wieża                                             | ul. Kilińskiego 66                          | 61 m / 64 m                     | biurowy    | 16                 |
| 13. |         | Brama Miasta – południowa wieża                                           | ul. Kilińskiego 66                          | 61 m / 64 m                     | biurowy    | 16                 |
| 21. |         | ŚDM                                                                       | ul. Piotrkowska 204/210                     | 58 m                            | mieszkalny | 18+2               |
| 22. |         | Urząd Pocztowy / TP S.A.                                                  | al. Kościuszki 5/7                          | 56 m/72 m                       | biurowy    | 17+1               |
| 23. |         | VII Dom Studenta Politechniki Łódzkiej                                    | ul. Politechniki 9                          | 55 m                            | mieszkalny | 18+1               |
| 23. |         | Apartamenty Ilumino II                                                    | ul. Kilińskiego 121/123                     | 55 m                            | mieszkalny | 17                 |
| 25. |         | Wieżowiec Centrali Tekstylnej (popularnie znany jako wieżowiec TVP3 Łódź) | ul. Sienkiewicza 3/5                        | 54 m/72 m                       | biurowy    | 16                 |
| 26. |         | Fonica / OLE                                                              | ul. Wróblewskiego 18                        | 52 m                            | biurowy    | 14                 |
| 27. |         | Wieżowiec Sun Tower                                                       | ul. Organizacji „Wolność i Niezawisłość” 83 | 51 m                            | mieszkalny | 14                 |
| 28. |         | Bank Pekao S.A.                                                           | ul. Piotrkowska 288                         | 50 m                            | biurowy    | 12                 |
| 29. |         | Biurowiec Monopolis                                                       | ul. Kopcińskiego 58/60                      | 50 m                            | biurowy    | 12                 |
| 30. |         | BPBK                                                                      | ul. Tuwima 22/26                            | 48 m                            | biurowy    | 13+1               |
| 31. |         | Teatr Wielki                                                              | ul. Jaracza 49                              | 46 m                            | teatr      | ?                  |
| 31. |         | Akademik (X Dom Studenta) Uniwersytetu Łódzkiego „Olimp”                  | ul. Lumumby 12                              | 46 m                            | mieszkalny | 15                 |
| 31. |         | ŚDM                                                                       | ul. Wigury 15                               | 46 m                            | mieszkalny | 14+2               |
| 31. |         | ŚDM                                                                       | ul. Piotrkowska 235/241                     | 46 m                            | mieszkalny | 14+2               |
| 31. |         | ŚDM                                                                       | ul. Piotrkowska 247                         | 46 m                            | mieszkalny | 14+2               |
| 31. |         | ŚDM                                                                       | ul. Piotrkowska 257a                        | 46 m                            | mieszkalny | 14+2               |
| 31. |         | Blok mieszkalny                                                           | ul. Nowa 16/18                              | 46 m                            | mieszkalny | 14+2               |
| 31. |         | Blok mieszkalny                                                           | ul. Nowa 20                                 | 46 m                            | mieszkalny | 14+2               |
| 31. |         | Blok mieszkalny                                                           | ul. Nowa 25                                 | 46 m                            | mieszkalny | 14+2               |
| 31. |         | Blok mieszkalny na Nowym Rokiciu                                          | ul. Brzozowskiego 4                         | 46 m                            | mieszkalny | 14+1               |
| 31. |         | Blok mieszkalny na Nowym Rokiciu                                          | ul. Przyszkole 11                           | 46 m                            | mieszkalny | 14+1               |
| 31. |         | Blok mieszkalny na Nowym Rokiciu                                          | ul. Przyszkole 13                           | 46 m                            | mieszkalny | 14+1               |
| 31. |         | Blok mieszkalny na Nowym Rokiciu                                          | ul. Przyszkole 15                           | 46 m                            | mieszkalny | 14+1               |
| 44. |         | Biurowiec Central                                                         | ul. Piotrkowska 165/169                     | 45 m/48 m                       | biurowy    | 13                 |
| 45. |         | Carcade                                                                   | al. Kościuszki 80/82                        | 44 m                            | biurowy    | 12                 |
| 45. |         | Biurowiec na Placu Hallera                                                | ul. Żeligowskiego 32/34                     | 44 m                            | biurowy    | 12                 |
| 47. |         | Hotel DoubleTree by Hilton                                                | ul. Łąkowa 29                               | 44 m                            | hotel      | 10                 |
| 48. |         | Blok mieszkalny                                                           | ul. Tramwajowa 19                           | 41 m                            | mieszkalny | 13+1               |
| 48. |         | Blok mieszkalny                                                           | ul. Tramwajowa 21                           | 41 m                            | mieszkalny | 13+1               |

- W miejscach gdzie kondygnacje są wyszczególnione osobno oznacza to, że znajdują się one
powyżej poziomu właściwego dachu (wszelkiego rodzaju nadbudówki, „kurniki” itp.)
- Do wysokości całkowitej zaliczane są wszystkie elementy budynku
poza zwykłymi antenami (m.in. nadbudówki, loga, maszty itp.).

## Rozmieszczenie wieżowców
Łódź raczej nie może się poszczycić wyjątkowo wysokimi budynkami, ale mimo to skyline ma nie najgorszy, a to za sprawą wyjątkowo zwartego skupiska wieżowców na terenie centrum. Charakteryzuje się ono w miarę jednorodną wysokością budynków zawierającą się głównie między 60 a 80 m. W ścisłym centrum Łodzi znajduje się aż 7 z 10 najwyższych łódzkich wieżowców co tworzy drugie tuż po Warszawie takie duże skupisko wieżowców na terenie Polski. Poza ścisłym centrum jest jeszcze drugi „cluster” wieżowców znajdujący się w okolicach dworca Łódź-Fabryczna, jednak jest on już o wiele skromniejszy i niestety budynki (głównie z lat 70.) też już nie są w najlepszym stanie. Reszta to głównie budynki poniżej 60 m stojące w różnych miejscach miasta.